# Dienerella elegans
Dienerella elegans là một loài bọ cánh cứng trong họ Latridiidae. Loài này được Aubé miêu tả khoa học năm 1850.